# Лейкізм
Лейкізм (від старогрець. λευκός leukós «білий») — мутація, що призводить до того, що волосяний покрив стає білим, а шкіра під ним рожевою, з причини відсутності в ній клітин — меланоцитів. На відміну від лейкізму, при альбінізмі клітки-меланоцити наявні, але не можуть синтезувати меланін.
Відомо декілька різних генів, мутації яких можуть викликати лейкізм:
- EDNRB;
- PAX3;
- SOX10;
- Microphthalmia-associated transcription factor (MITF);
- c-Kit;
- Steel-Locus.

## Зображення

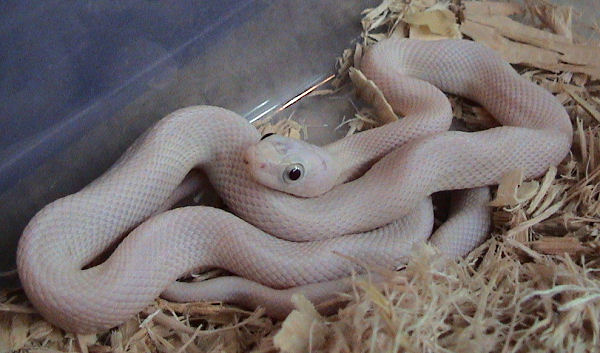
Elaphe obsoleta
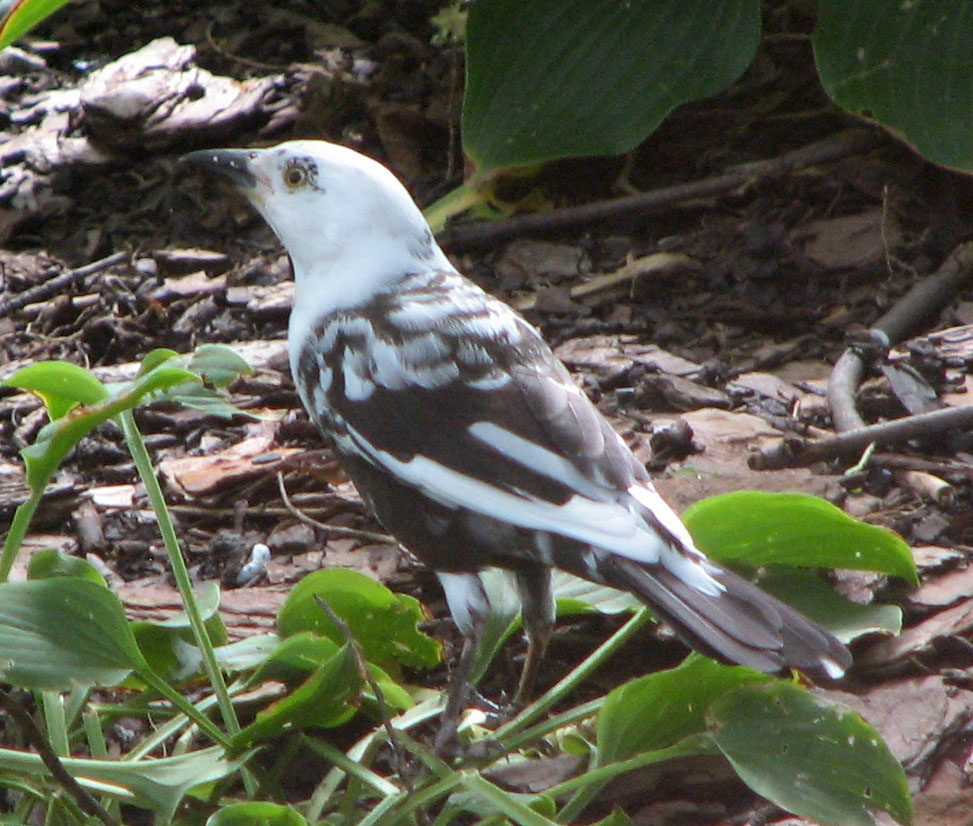
Quiscalus quiscula
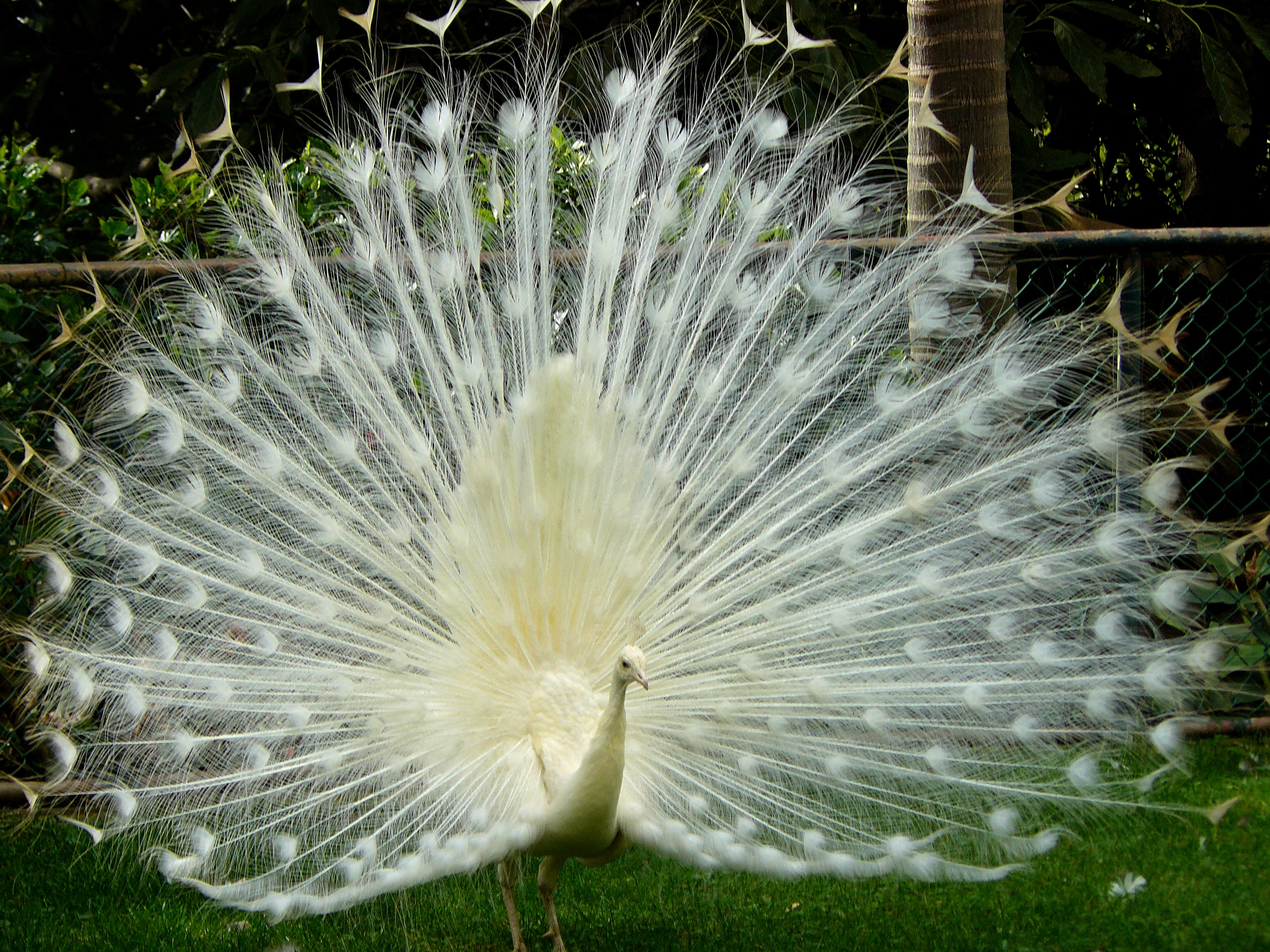
Pavo cristatus
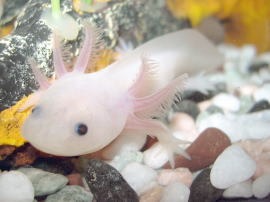
Ambystoma mexicanum
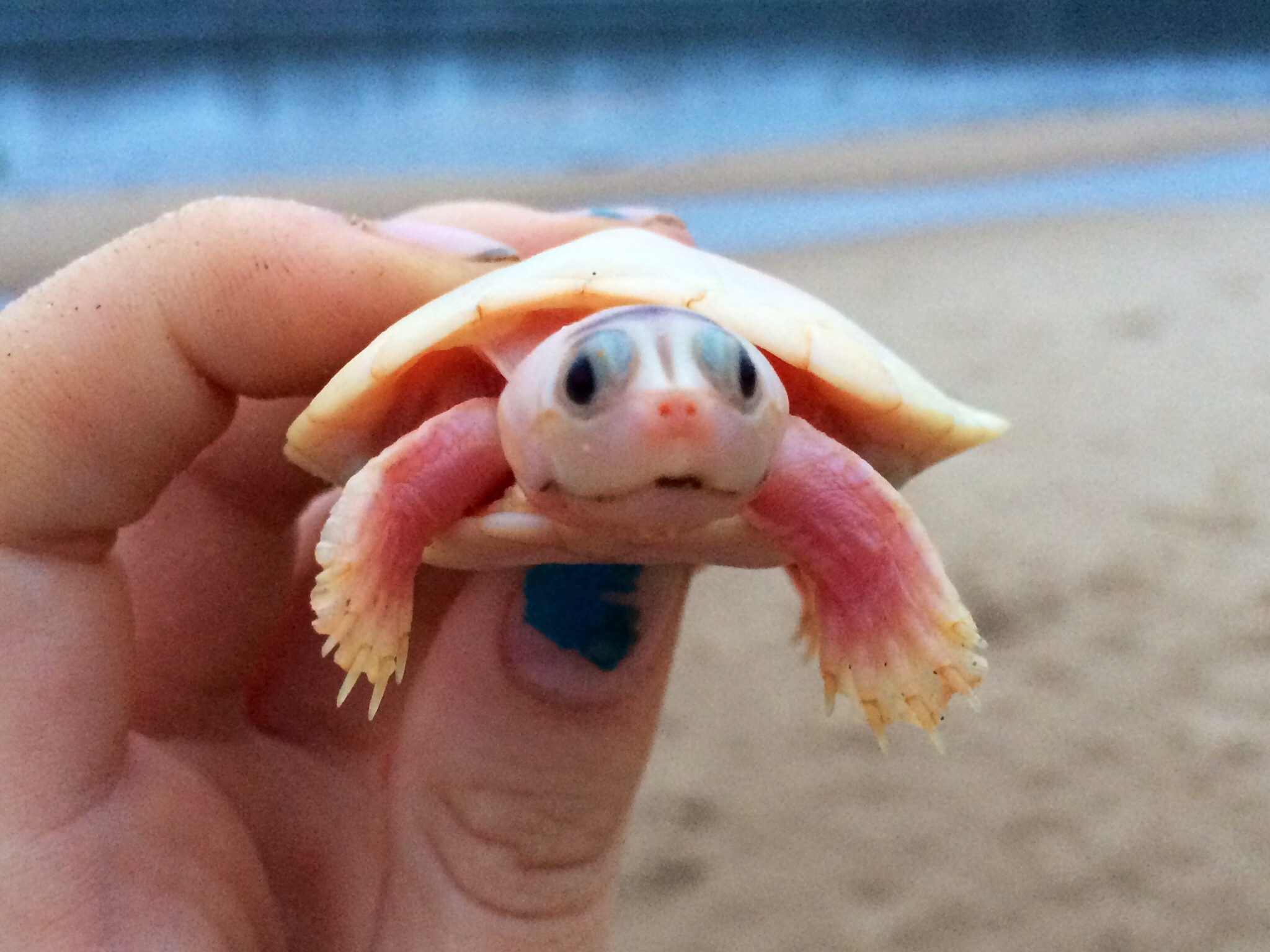
Podocnemis expansa